# Вепрь (Сонковский район)
Вепрь — деревня в Сонковском районе Тверской области. Входит в состав Койского сельского поселения.

## География
Находится в восточной части Тверской области на расстоянии приблизительно 10 км по прямой на восток-юго-восток от районного центра поселка Сонково.

## История
Деревня была отмечена еще на карте 1825 года. В 1859 году здесь (тогда деревня Кашинского уезда Тверской губернии) было учтено 126 дворов.

## Население
Численность населения: 818 человек (1859 год), 49 (русские 100 %) в 2002 году, 47 в 2010.